# Liste der Baudenkmäler in Unterammergau

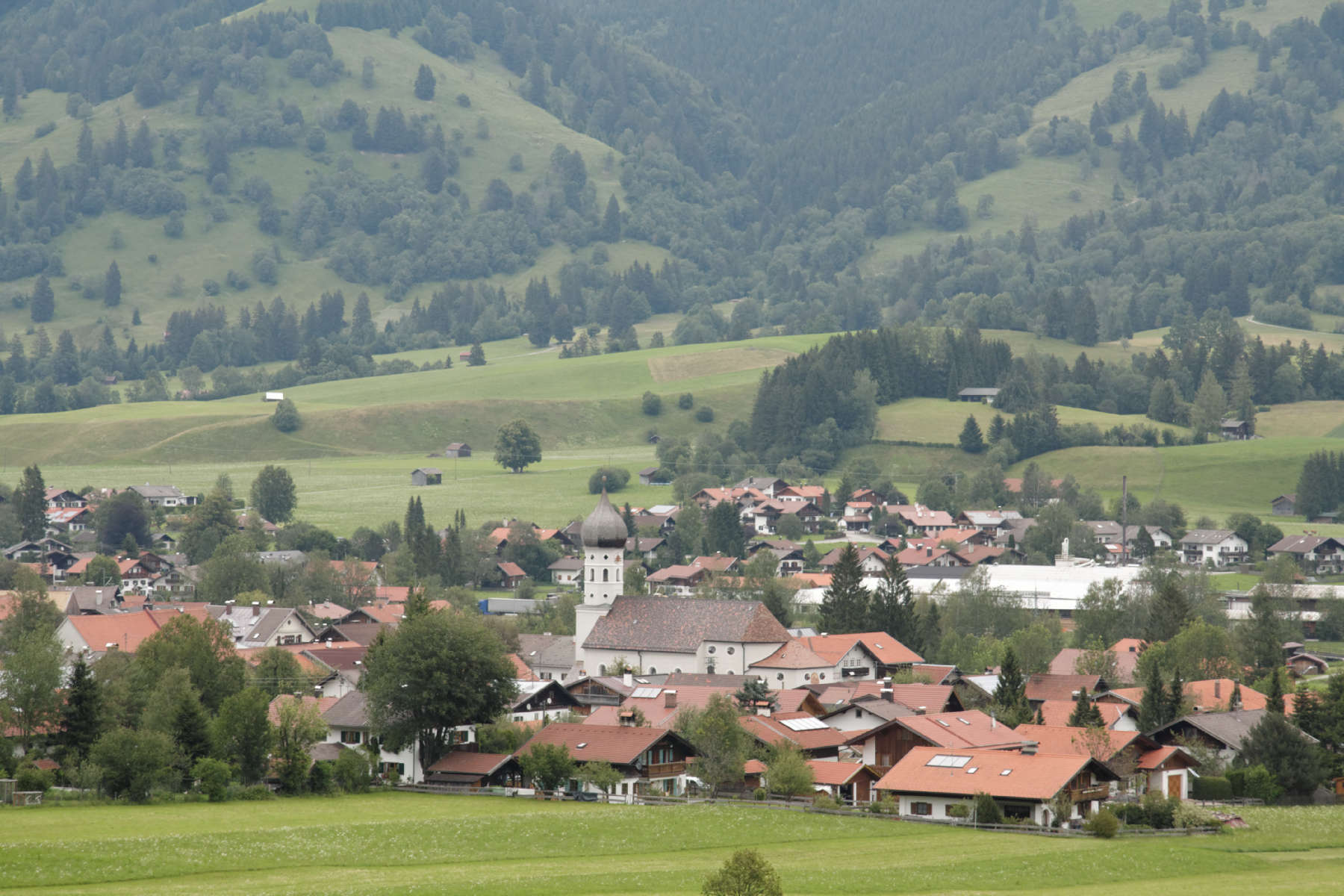
Blick auf Unterammergau

Auf dieser Seite sind die Baudenkmäler in der oberbayerischen Gemeinde Unterammergau zusammengestellt. Diese Tabelle ist eine Teilliste der Liste der Baudenkmäler in Bayern. Grundlage ist die Bayerische Denkmalliste, die auf Basis des Bayerischen Denkmalschutzgesetzes vom 1. Oktober 1973 erstmals erstellt wurde und seither durch das Bayerische Landesamt für Denkmalpflege geführt wird. Die folgenden Angaben ersetzen nicht die rechtsverbindliche Auskunft der Denkmalschutzbehörde.

## Ensemble

### Hinterdorf Unterammergau
E-1-80-135-1

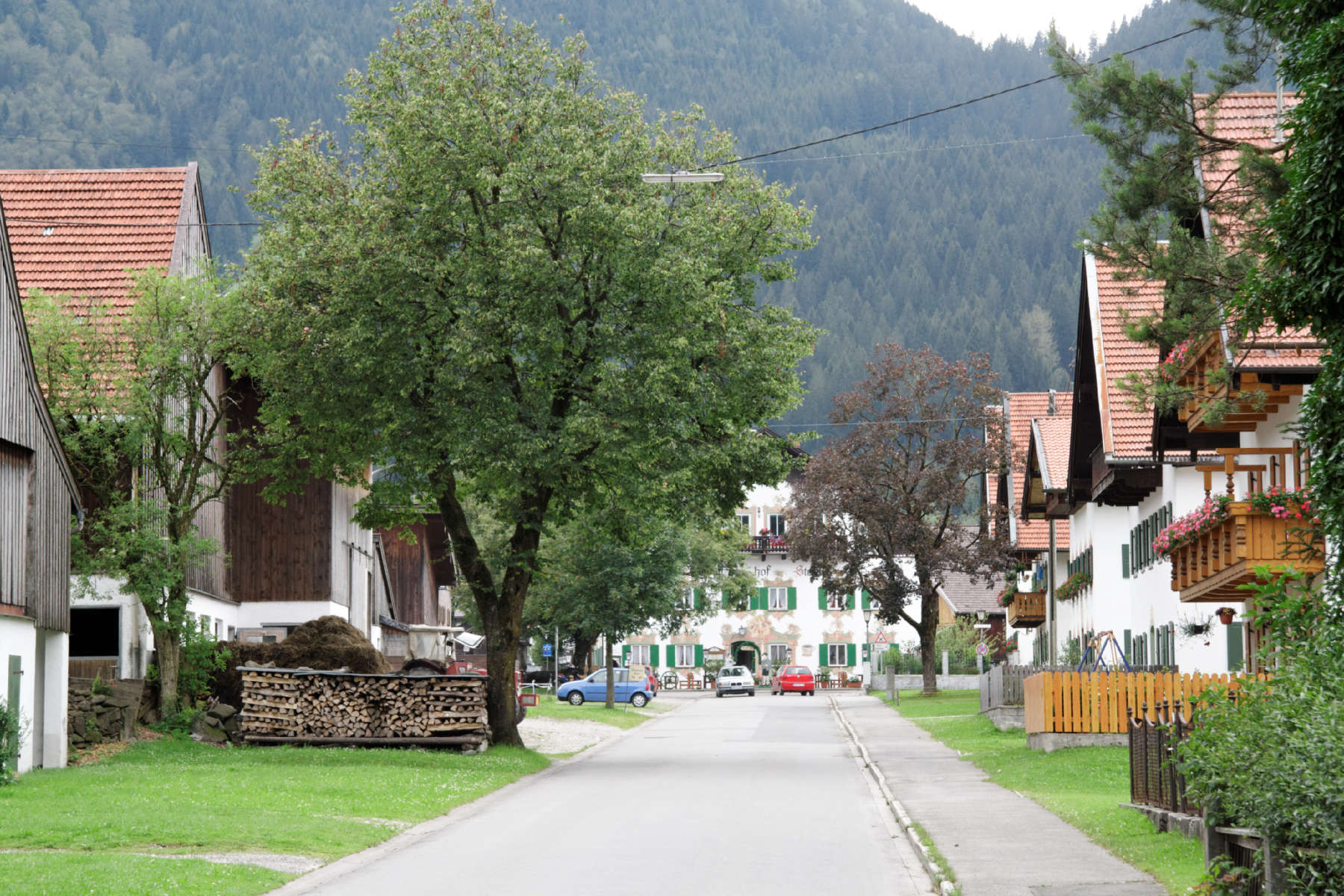
Im Hinterdorf von Unterammergau

Das Ensemble umfasst den Nordteil des großen Dorfes Unterammergau, das sogenannte Hinterdorf. Der Bereich besteht aus vier parallel laufenden, geraden Gassenzügen mit fünf Reihen von Bauernanwesen in einheitlicher offener Anordnung, die 1836 und kurz darauf entstanden sind. Das Dorf, im Ammergau unmittelbar am Hochgebirgsrand an einer alten Rottstraße gelegen, wurde 1777, dann wieder 1836, von großen Ortsbränden heimgesucht. Nachdem der erste Brand dreiundsechzig der meist vollständig in Holz errichteten Bauern- und Handwerkeranwesen, der zweite einundvierzig Anwesen zerstört hatte, wurde auf Weisung der königlichen Behörden, die den Wiederaufbau unterstützten, im Unterschied zu der älteren, dichten Haufendorf-Struktur eine Bebauungsweise durchgesetzt, der Brandschutz- und hygienische Überlegungen zugrunde liegen.

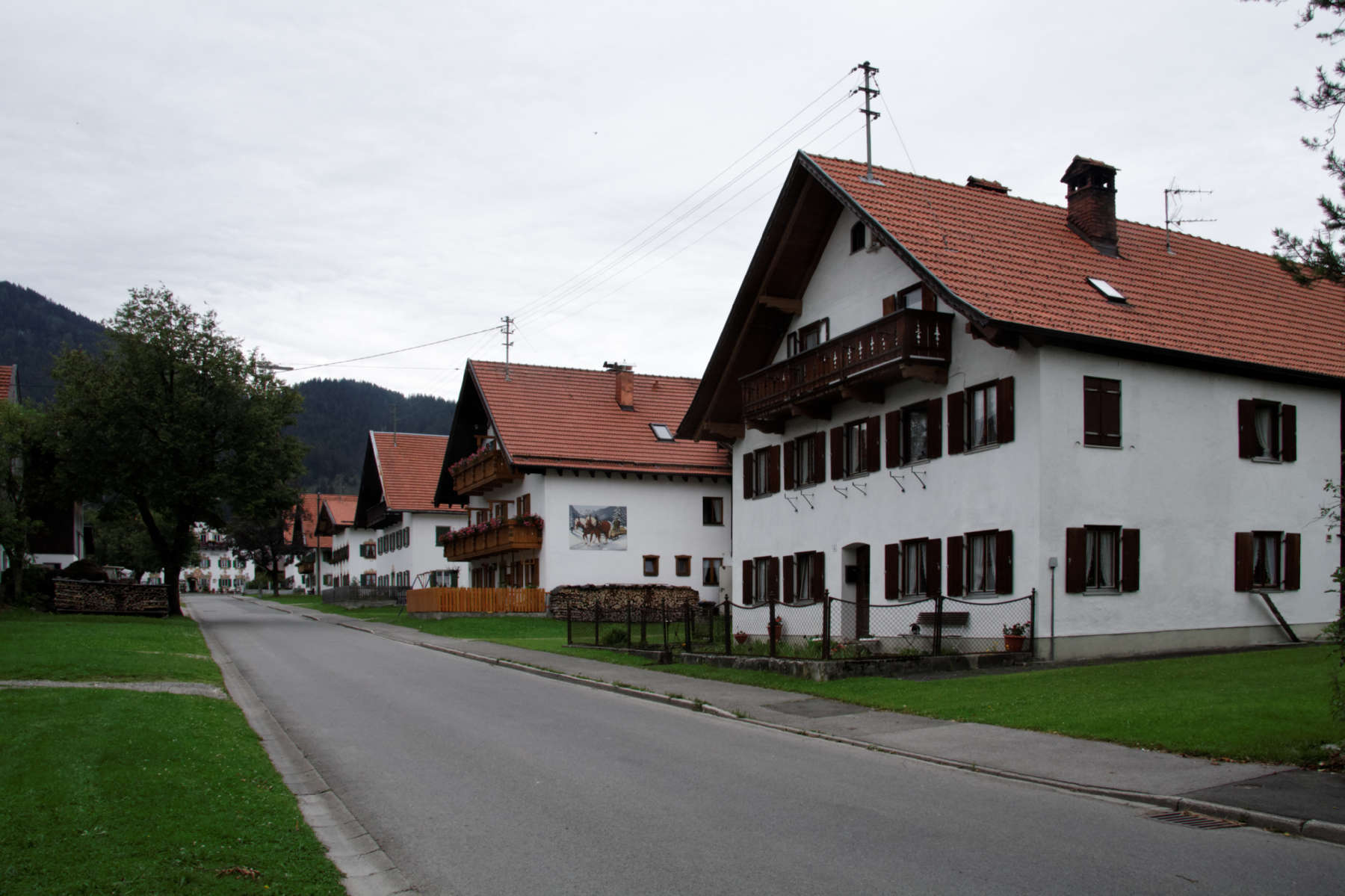
Im Hinterdorf von Unterammergau

Die breit gelagerten Bauernanwesen mit giebelseitig meist fünf Fensterachsen wurden in massiver Bauweise in traditioneller Einfirstart und mit ausreichendem Abstand zwischen den einzelnen Gebäuden errichtet. Die Dächer wurden mit Ziegeln gedeckt und erhielten dadurch im Gegensatz zu den älteren flachen Legschindel-Satteldächern des Oberlandes eine steile Neigung. Die Behörde ordnete darüber hinaus die Ausrichtung der Bauten nach Süden an, um die Sonnenlage für die Wohnteile zu nutzen. Sie wurden dabei versetzt gestaffelt, so dass allen Giebelfronten eine freie Südost-Lage zukam. Das Bild jeder Gasse zeigt nördlich kalkweiße Giebel mit Giebelbalkonen, südlich die hölzernen Giebel der verbretterten, rückwärtigen Wirtschaftsteile der jeweils nächsten Bauzeile. Die Anwesen sind von kleinen Hausgärten, häufig noch mit Obstbäumen, umgeben. In der Pürschlingstraße weist der First des stattlichen Gasthofs Stern von der Regel abweichend nach Osten, so dass die Giebelfront des Gebäudes einen eindrucksvollen Abschluss dieses Hauptstraßenzuges im Westen bildet. Bis auf einige moderne Balkone zeigt das Ensemble den ungestörten historischen Charakter. In Süd-Nord-Richtung ergeben sich reizvolle Durchblicke durch die Reihen der gestaffelten Anwesen.

## Baudenkmäler nach Ortsteilen

### Unterammergau
| Lage                                                           | Objekt                                              | Beschreibung | Akten-Nr.              | Bild           |
| -------------------------------------------------------------- | --------------------------------------------------- | --- | ---------------------- | -------------- |
| Am Bahnhof 2 (Standort)                                        | Bahnhofsgebäude                                     | erdgeschossiger getünchter Backsteinbau mit Flachsatteldach, 1898 | D-1-80-135-2           | weitere Bilder |
| Dorfplatz 1/3 (Standort)                                       | Ehemaliges Doppelbauernhaus                         | zweigeschossiger Flachsatteldachbau mit reichem Zierbund, Mitte 18. Jahrhundert, angeschleppter Nordteil später                                                                                         | D-1-80-135-3           | weitere Bilder |
| Dorfplatz 7 (Standort)                                         | Ehemaliges Forsthaus                                | Putzbau mit Flachsatteldach, 2. Hälfte 18. Jahrhundert, alte Haustür und Fenster der Erbauungszeit | D-1-80-135-4           | weitere Bilder |
| Dorfstraße 2 (Standort)                                        | Gedenktafel                                         | steinerne Gedenktafel an die Ortsbrände 1777 und 1836, nach 1836 | D-1-80-135-5           | Gedenktafel    |
| Dorfstraße 4 (Standort)                                        | Bauernhaus                                          | zweigeschossiger Satteldachbau mit zwei giebelseitigen Eisenbalkons und erdgeschossigem Ladeneinbau, um 1840                                                                                            | D-1-80-135-35          | weitere Bilder |
| Dorfstraße 12 (Standort)                                       | Bauernhaus                                          | zweigeschossiger giebelgeteilter Mittertennbau mit Flachsatteldach, Kniestock und Laube am Zierbund, 3. Viertel 18. Jahrhundert, Giebelgestaltung um 1920                                               | D-1-80-135-6           | weitere Bilder |
| Dorfstraße 17 (Standort)                                       | Bauernhaus                                          | zweigeschossiger Flachsatteldachbau mit Fassadenmalerei sowie Holzbemalung und Inschriften am Traufbundwerk, bezeichnet mit 1777, Dachaufbau und Zierbund 1999                                          | D-1-80-135-7           | weitere Bilder |
| Dorfstraße 22 (Standort)                                       | Ehemaliges Bauernhaus, sogenanntes Schulmeisterhaus | zweigeschossiger Flachsatteldachbau mit traufseitiger Laube und reicher barocker Fassadenmalerei, 18. Jahrhundert, Fresken von Franz Seraph Zwinck um 1780                                              | D-1-80-135-8           | weitere Bilder |
| Dorfstraße 24/26 (Standort)                                    | Doppelbauernhaus                                    | zweigeschossiger Flachsatteldachbau mit Laube und reichem Zierbund, Mitte 18. Jahrhundert | D-1-80-135-9           | weitere Bilder |
| Dorfstraße 32 (Standort)                                       | Ehemaliges Kleinbauernhaus                          | Flachsatteldachbau mit verputztem Blockbau-Obergeschoss, Laube, Traufbundwerk, reichem Zier- und Vorbund, Ende 17. Jahrhundert                                                                          | D-1-80-135-12          | weitere Bilder |
| Dorfstraße 36 (Standort)                                       | Bauernhaus                                          | zweigeschossiger Frackdachbau mit Giebelluken, traufseitiger Laube und reicher barocker Fassadenmalerei, 18. Jahrhundert, Fresken von Franz Seraph Zwinck um 1780, Dach nordseitig aufgesteilt          | D-1-80-135-13          | weitere Bilder |
| Kirchgasse, Nähe Dorfstraße (Standort)                         | Katholische Pfarrkirche St. Nikolaus                | barocker Saalraum mit eingezogenem Chor und nördlichem Zwiebelturm, von Germanicus Pecher, 1709, Turm 1688/89; mit Ausstattung                                                                          | D-1-80-135-1           | weitere Bilder |
| Kirchgasse, Nähe Dorfstraße (Standort)                         | Friedhof                                            | Anlage wohl 18. Jahrhundert | D-1-80-135-1 zugehörig | weitere Bilder |
| Kirchgasse, Nähe Dorfstraße (Standort)                         | Friedhofsmauer                                      | teilweise verputztes Natursteinmauerwerk, wohl 18. Jahrhundert | D-1-80-135-1 zugehörig | weitere Bilder |
| Kirchgasse 3/5 (Standort)                                      | Ehemaliges Doppelbauernhaus                         | Flachsatteldach mit teilweise verschaltem Blockbau-Obergeschoss, Lauben und westseitiger Giebeltenne, 18. Jahrhundert                                                                                   | D-1-80-135-14          | weitere Bilder |
| Kirchgasse 4 (Standort)                                        | Ehemaliges Bauernhaus                               | schmaler Flachsatteldachbau mit Blockbau-Obergeschoss, Lauben und Zierbund, Mitte 18. Jahrhundert | D-1-80-135-15          | weitere Bilder |
| Mühlgasse 12 (Standort)                                        | Ehemaliges Bauernhaus und Mühle                     | zweigeschossiger legschindelgedeckter Flachsatteldachbau mit durchfenstertem Kniestock und ehemals östlichem Mühlenteil, 18. Jahrhundert                                                                | D-1-80-135-17          | weitere Bilder |
| Obere Dorfstraße 5, 7 (Standort)                               | Doppelbauernhauses                                  | Flachsatteldachbau mit verputztem Blockbau-Obergeschoss, traufseitiger Laube, hölzernem Arma-Kruzfix und Zierbund, 2. Hälfte 18. Jh., Kreuz 19. Jh.                                                     | D-1-80-135-18          | BW             |
| Obere Dorfstraße 21, Kirchgasse 7 (Standort)                   | Wohnteil eines Einfirsthofes (Doppelhaus)           | mit verputztem Blockbauobergeschoss und Bundwerkgiebel, im Kern 1733 (dendro.dat.), Umbau und Erweiterung nach Westen im 19. Jh.; an der Westseite Kreuz mit arma christi, 19. Jh., teilweise erneuert. | D-1-80-135-16          | weitere Bilder |
| Pfarrgasse 2 (Standort)                                        | Pfarrhof                                            | zweigeschossiger stattlicher Satteldachbau, 1758, Fassadenmalerei modern | D-1-80-135-19          | weitere Bilder |
| Pürschlingstraße 10 (Standort)                                 | Bauernhaus                                          | zweigeschossiger Flachsatteldachbau mit Hochlaube am einfachen Zierbund, wohl Anfang 19. Jahrhundert | D-1-80-135-20          | weitere Bilder |
| Pürschlingstraße 14 (Standort)                                 | Wandbild                                            | westseitiges barockes Fresko, von Franz Seraph Zwinck, um 1780, stark überarbeitet | D-1-80-135-21          | weitere Bilder |
| Pürschlingstraße 20/20a (Standort)                             | Ehemaliges Doppelbauernhaus                         | zweigeschossiger Flachsatteldachbau mit traufseitiger Laube und einfachem Zierbund, Anfang 19. Jahrhundert                                                                                              | D-1-80-135-22          | weitere Bilder |
| Nähe Pürschlingstraße (Standort)                               | Wetzsteinmühle                                      | Ehemalige Schleifmühle an der Schleifmühlenlaine, erdgeschossiger Frackdachbau mit Bruchsteinmauerwerk, frühes 20. Jahrhundert                                                                          | D-1-80-135-38          | weitere Bilder |
| Tratt (Standort)                                               | Schneiderlas Schleifmühle                           | Wetzsteinmühle an der Schleifmühlenlaine; Mühlengebäude, erdgeschossiger Ständerbau mit Satteldach und östlich angrenzendem hölzernem Satteldachbau, 1948 und 1921; mit technischer Ausstattung         | D-1-80-135-36          | weitere Bilder |
| Nähe Pürschlingstraße, zwischen den Wetzsteinmühlen (Standort) | Schleifmühlkapelle                                  | Kapellen-Bildstock, kleines Satteldachhäuschen, 18. Jahrhundert | D-1-80-135-27          | weitere Bilder |
| Schustergasse 1 (Standort)                                     | Ehemaliges Doppelbauernhaus                         | zweigeschossiger Flachsatteldachbau mit teilverschalter Hochlaube, im Kern 1. Hälfte 17. Jahrhundert | D-1-80-135-23          | weitere Bilder |
| Schustergasse 2 (Standort)                                     | Ehemaliges Kleinbauernhaus                          | Flachsatteldachbau mit verputztem Blockbau-Obergeschoss, Laube und verschaltem Vordach, Kern 17./18. Jahrhundert                                                                                        | D-1-80-135-24          | weitere Bilder |
| Weiherweg 2 (Standort)                                         | Wohnteil eines ehemaligen Bauernhauses              | zweigeschossiger verputzter Bruchsteinbau mit Flachsatteldach und Giebeltür am einfachen Zierbund, Anfang 19. Jahrhundert                                                                               | D-1-80-135-25          | weitere Bilder |
| am Weg zur Engen Laine im Kapellfeld (Standort)                | Hoad-Kapelle                                        | Wegkapelle, neugotischer Satteldachbau mit Putzgliederung, Mitte 19. Jahrhundert; mit Ausstattung | D-1-80-135-28          | weitere Bilder |

### Kappel
| Lage                  | Objekt                            | Beschreibung | Akten-Nr.     | Bild           |
| --------------------- | --------------------------------- | --- | ------------- | -------------- |
| Kappel 1 (Standort)   | Ehemaliges Mesnerhaus             | zweigeschossiger Steildachbau mit Satteldach, Ende 18. Jahrhundert | D-1-80-135-30 | weitere Bilder |
| Kappel 2 (Standort)   | Katholische Filialkirche Hl. Blut | barocker Saalbau mit eingezogenem Chor und nördlichem spätgotischen Spitzturm, über spätgotischem Kern, Langhaus 1618, Chor von Johann Schmuzer 1680, Langhauswölbung und einheitliche Ausgestaltung von Xaver Schmuzer 1750/51; mit Ausstattung | D-1-80-135-29 | weitere Bilder |
| Kapellfeld (Standort) | Rosenkranzstationen               | fünf steinerne Bildstöcke mit modernen Reliefs, Stationen des schmerzhaften Rosenkranzes, 2. Hälfte 19. Jahrhundert | D-1-80-135-31 | weitere Bilder |

### Scherenau
| Lage                    | Objekt              | Beschreibung | Akten-Nr.     | Bild           |
| ----------------------- | ------------------- | --- | ------------- | -------------- |
| In Scherenau (Standort) | Franz-Xaver-Kapelle | kleiner barocker Saalraum mit eingezogenem Chor und Zwiebel-Dachreiter, 2. Hälfte 18. Jahrhundert; mit Ausstattung                               | D-1-80-135-32 | weitere Bilder |
| Scherenau 5 (Standort)  | Getreidekasten      | Blockbau, 1453 (dendrochronologisch datiert), Flachdachüberbau, 1832 (dendrochronologisch datiert), mit hölzernem Arma-Kruzifix, 19. Jahrhundert | D-1-80-135-33 | weitere Bilder |

## Ehemalige Baudenkmäler
In diesem Abschnitt sind Objekte aufgeführt, die früher einmal in der Denkmalliste eingetragen waren, jetzt aber nicht mehr. Objekte, die in anderem Zusammenhang also z. B. als Teil eines Baudenkmals weiter eingetragen sind, sollen hier nicht aufgeführt werden. Aktennummern in diesem Abschnitt sind ehemalige, jetzt nicht mehr gültige Aktennummern.

| Lage                                   | Objekt         | Beschreibung                                         | Akten-Nr.     | Bild           |
| -------------------------------------- | -------------- | ---------------------------------------------------- | ------------- | -------------- |
| Unterammergau Dorfstraße 27 (Standort) | Alte Haustür   | wohl 18. Jahrhundert                                 | D-1-80-135-11 | BW             |
| Unterammergau Dorfstraße 28 (Standort) | Bauernhaus     | mit Trauf- und Giebelbundwerk, Mitte 18. Jahrhundert | D-1-80-135-10 | weitere Bilder |
| Scherenau Scherenau 8 (Standort)       | Getreidekasten | im Schopf eingebaut, 1. Hälfte 18. Jahrhundert       | D-1-80-135-34 | weitere Bilder |